# Observatorio Kleť
El Observatorio Kleť (Hvězdárna Kleť) es un observatorio astronómico en la República Checa. Se encuentra en la Bohemia Meridional, al sur de la cumbre del monte Kleť, cerca de la ciudad de České Budějovice. Construido en 1957, el observatorio está a una altitud de 1070 metros y cuenta con alrededor de 150 noches despejadas al año.

## Astrónomos

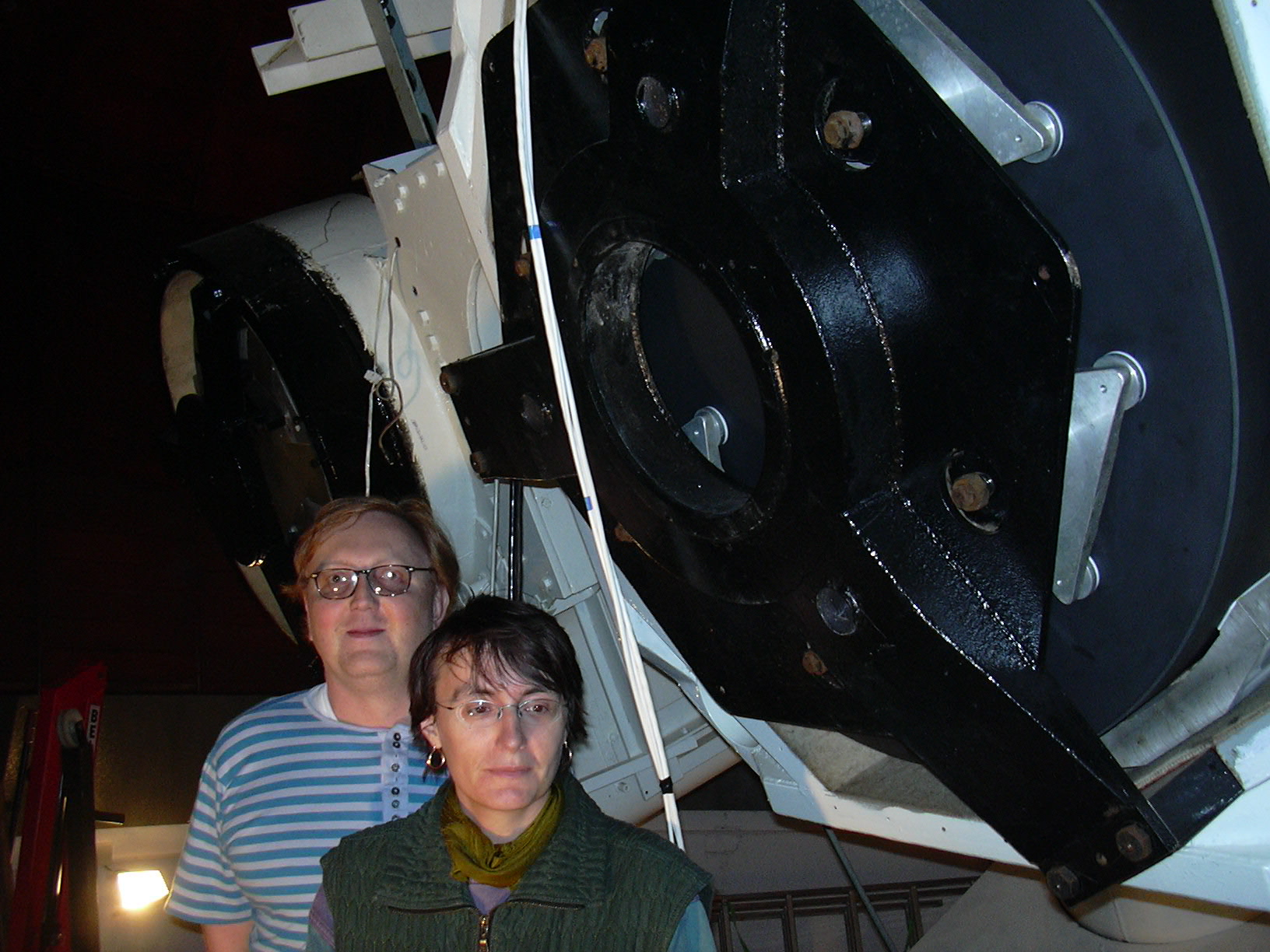
Jana Tichá, Miloš Tichý y KLENOT

El astrónomo Antonín Mrkos trabajó aquí desde 1966-1991. Dos astrónomos principales que actualmente trabajan en el Observatorio de Klet son Jana Tichá y su marido Miloš Tichý.

## Instrumentos
El observatorio cuenta con dos telescopios principales:
- Un telescopio de 1,06 m, KLENOT  (desde 2002)
- Un telescopio reflector 0,57 m, f/5.2 (desde 1993)

## Asteroides
El asteroide (7796) Járacimrman fue redescubierto desde el Observatorio Kleť el 16 de enero de 1996 por Zdeněk Moravec y se designó 1996 BG. Se observó hasta abril de 1996 y luego en junio y julio de 1997. Se ha descubierto que es un asteroide perdido que se había observado previamente en dos ocasiones: desde el Observatorio de Brera-Merate en el norte de Italia, el 12 de diciembre de 1973, y desde Observatorio de Monte Stromlo (cerca de Canberra, Australia), el 8 y 9 de julio de 1990.